# ヴァンヴ
ヴァンヴ （Vanves）は、フランス、イル＝ド＝フランス地域圏、オー＝ド＝セーヌ県のコミューン。国内第10位の人口密度が高いコミューンである。

## 地理
北はパリ15区、東はマラコフ、南はクラマール、西はイシー＝レ＝ムリノーと接する。

## 交通
- 道路 - ペリフェリックが通っており、15区のポルト・ド・ラ・プレーヌ、ポルト・ブランションを通じてパリと往来ができる。
- 鉄道 - トランジリアンパリ＝モンパルナス線。パリメトロ12号線、パリメトロ13号線、トラム3号線

## 歴史
Vanvesの名はケルト語のVenna（魚の堰）に由来する。1793年にはVauvesと改名された。1801年にはVanvresと再び改名された。
998年頃には既に村の存在が知られていた。1163年にはパリのサント＝ジュヌヴィエーヴ修道院の所領となった。1419年以来教会があった。1423年、シャルル7世に忠誠を示し続けた修道士たちは、ヘンリー4世に身柄を拘束された。
1815年、イギリス＝プロイセン連合軍がヴァンヴを荒廃させた。初代ウェリントン公爵アーサー・ウェルズリーとゲプハルト・レベレヒト・フォン・ブリュッヘルはヴァンヴに軍本部をおいた。
1860年、ジョルジュ・オスマンのパリ区画整理によってヴァンヴの領域の一部がパリ15区に取り込まれた。1883年、モンパルナス駅のおかげで人口が増えたヴァンヴの新地区は、独立したコミューン、マラコフとして分離した。

## 姉妹都市
- Lehrte、ドイツ
- バリマニー、北アイルランド、イギリス
- Rosh HaAyin、イスラエル

## みどころ
- サン＝レミ教会(ヴァンブ)（フランス語版） - 1449年に完成したゴシック・フランボワイヤン様式。普仏戦争で破壊され、打ち捨てられていたが現在内部の改修が行われている。
- ヴァンヴ城 - 1698年にマンサールが建築。1717年にコンデ公ルイ4世のものとなった[3]。現在は、リセ・ミシュレ(ヴァンブ)（フランス語版）として使われている。

## 著名人

### 居住者
- マルグリット・デュラス（作家） - 仏印からヴァンヴに移り、パリ16区オートゥイユの旧私立科学技術高校 (fr) に通い、パリ大学法学部に学んだ。